# Уирик, Бо
Бо Уирик (англ. Beau Wirick) — американский актёр, наиболее известный по своей роли Шона Донахью в комедийном телесериале «Бывает и хуже». Он также выступал в роли гостя в сериалах «Седьмое небо», «Замедленное развитие», «Морская полиция: Спецотдел», «Офис», «Дрейк и Джош» и «Джек и Бобби». Уирик изобразил Юлиана Крейна в ретроспективной последовательности в дневной драме «Страсти» в 2004 году. В 2002 году в журнале People было подтверждено, что Бо фактически озвучил Рошана в мультфильме «Ледниковый период». В 2018 году, Уирик женился на актрисе Даниэла Бобадилла.

## Фильмография

### Телевидение
| Год       | Название                                                         | Роль                  | Примечания                          |
| --------- | ---------------------------------------------------------------- | --------------------- | ----------------------------------- |
| 2001–2002 | Raising Dad                                                      | Evan                  | 17 эпизодов                         |
| 2003      | The Bernie Mac Show                                              | Craig                 | Эпизод: “Raging Election”           |
| 2004      | Седьмое небо                                                     | Ed                    | 2 эпизода                           |
| 2004      | Джек и Бобби                                                     | Teammate              | Эпизод: "The Teammate"              |
| 2005      | Замедленное развитие                                             | College Kid #3        | Эпизод: “Spring Breakout”           |
| 2005      | Офис                                                             | Frat Guy              | Эпизод: “The Dundies”               |
| 2005      | Дрейк и Джош                                                     | Tank                  | Эпизод: “Girl Power”                |
| 2009–2018 | The Middle                                                       | Sean Donahue          | Периодически (61 эпизод)            |
| 2010      | Университет                                                      | Singing Omega Chi     | Эпизод: “Take Me Out”               |
| 2013–2014 | The Walking Tedd                                                 | Ryan                  | 5 эпизодов                          |
| 2014      | Морская полиция                                                  | Navy Lt. Joseph Hagen | Эпизод: “Twenty Klicks”             |
| 2016      | Народ против О. Джея Симпсона: Американская история преступлений | Allan Park            | Эпизод: “From the Ashes of Tragedy” |